# 蒙诺特尔达姆
蒙诺特尔达姆（法語：Mont-Notre-Dame）是法国上法兰西大区埃纳省的一个市镇，位于该省南部，属于苏瓦松区。该市镇2009年时的人口为736人。

## 人口
蒙诺特尔达姆人口变化图示
| 数据来源：INSEE |